# Пшеха-Су
Пшеха-Су (адыг. Пщы), Чуба адыг. Цубэр — горная вершина, расположенная в южной части республики Адыгея, на плато Лаго-Наки высотой 2743 метра. Данная вершина является самой низкой Фишт-Оштеновского массива, поблизости с Оштеном и Фиштом. На северо-восточном склоне горы располагается небольшой по площади ледник размером 0,1 км². Это один из трёх ледников северо-западного Кавказа.
Второе название вершины — «Чуба» происходит от адыг. Цубэр — «много быков», то есть глыбы, хаотично расположенные на склонах горы. Есть версия перевода «пещера», что также возможно, поскольку здесь есть карстовые пещеры. Первое название имеет связь с топонимом Пшеха — рекой, которая берёт начало у горы.